# Chrysaora fuscescens
Espèce
Chrysaora fuscescens est une espèce de méduse de la famille des Pelagiidae.

## Galerie

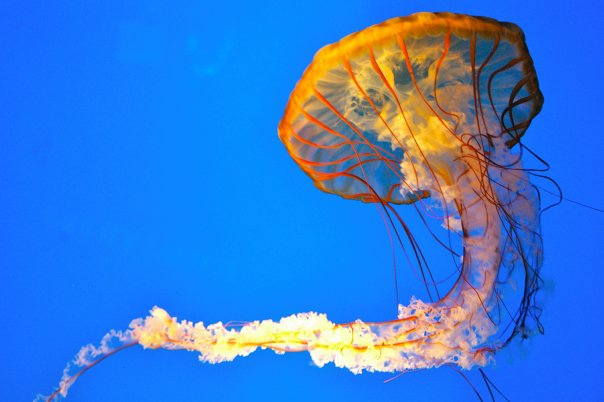
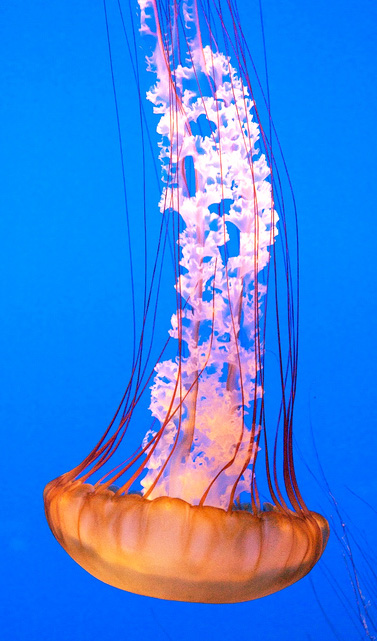
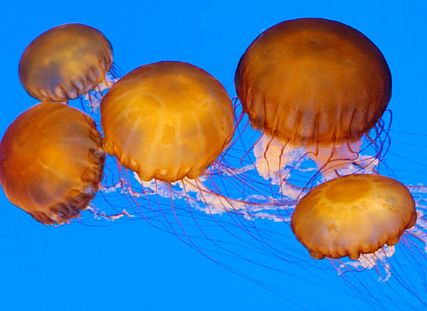
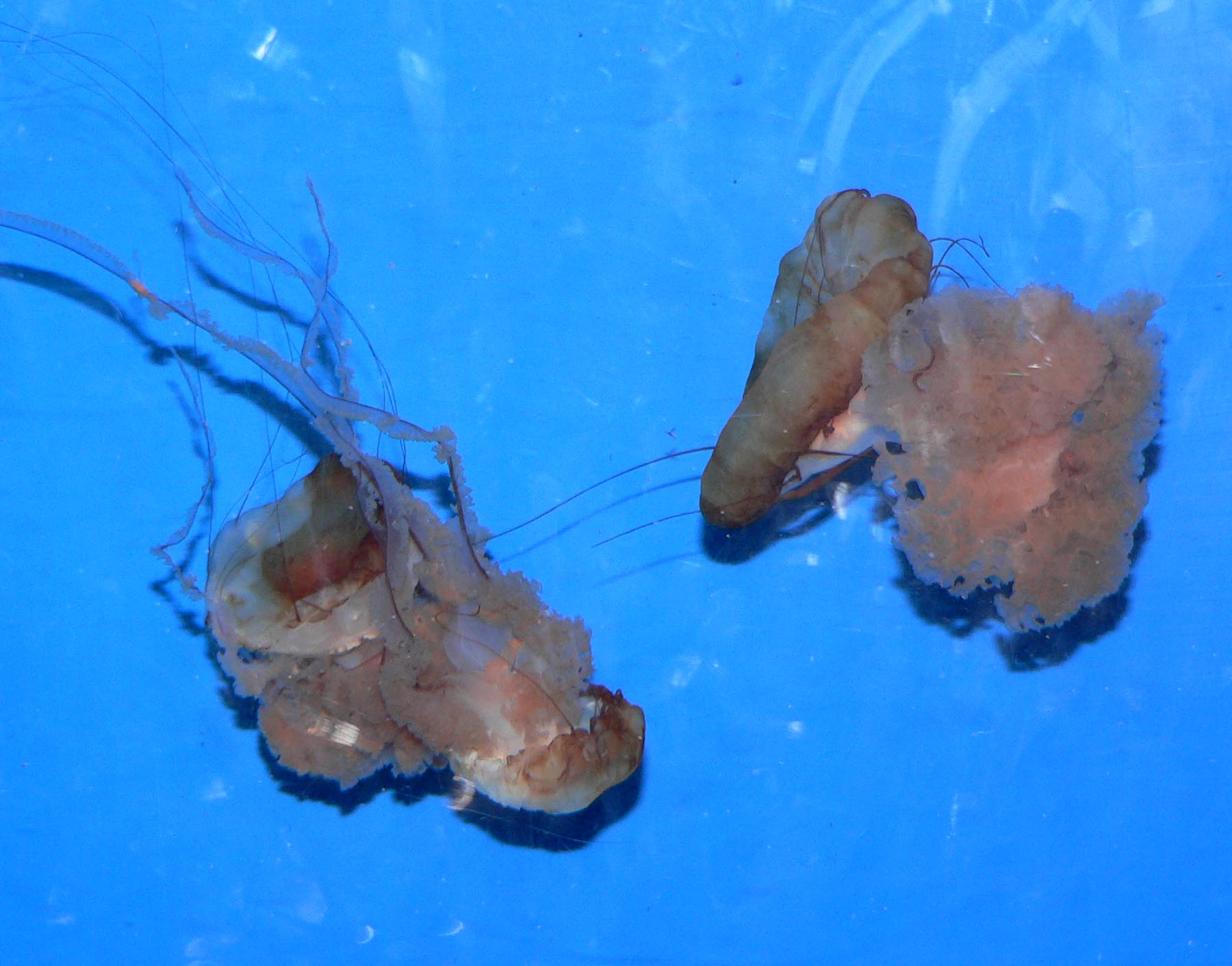